# ジアティス
ジアティス帝国は、ダンジョンズ&ドラゴンズ・ファンタジー・ロールプレイングゲームのミスタラ・キャンペーンセッティング内にある有力な国家である。ジアティスは、X1モジュール（The Isle of Dread）で短い解説がなされたのが初出であった。Dawn of the Emperors箱入りセットにおいて、アルファティア帝国と共に、より全体的に詳細な解説がなされた。ジアティスはアルファティアと共に、ミスタラにおける「列強」の1つである。

## ジアティス帝国
ジアティス（市）は帝国の首都であり、かつミスタラで最大の都市である。ブラン大陸の南東岸にあり、運河（「ワーニャの腰帯」）のほとり、南の恐怖海と東の払暁海への交易路の中間に位置している。
概念的には、ジアティスは歴史上のローマ帝国における様々な異なる要素の混成体である。これは古典的ローマ帝国のように皇帝と帝国元老院によって統治されているが、神聖ローマ帝国同様に、封建貴族階級にも選挙権が付与されている。皇帝自体はビザンチン帝国のそれと類似している（首都が重要な海峡に位置していることと同様に）。Dawn of the Emperorsで解説された帝国の官僚制は、少なくとも名称については明らかに大英帝国のそれから発想を得ている。例えば、ジアティス国軍の部隊の1つは「レテビウス空中兵団」（RAF）であり、飛行動物（ペガサス、ヒポグリフ、グリフォン、スフィンクス、ロック、ドラゴン）に騎乗した騎兵で構成されている。
カラメイコスはジアティス人の貴族に統治されているが領土には含まれず、帝国領は払暁島の西半分、オカリア島、真珠諸島、ダヴァニア南方大陸のジアティアン・ヒンターランド、それらに加えてブラン大陸の帝国本土領（これは帝国の領土の中では地理学的面積は狭いが、最も人口稠密かつ開発されている）である。帝国領の陸上面積の総計はおよそ800,000平方マイル (2,100,000 km2)である。その国家の地形から、ジアティスは制海権を最も握りやすい存在であると言われる。
その長い歴史の中で、ジアティスはトララダラ（現在はカラメイコスとなった）、アーレンディの諸島、イラルアムの南半分、ノルウォルドのオーシャンセンドの街などを含む他国を支配していた。ジアティス人入植者はサベージ・コーストの一部、更にはヘルダン自由領（ジアティスの血をひくイモータルのワーニャを敬う神聖な教団に統治されている）にも入植した。
ジアティスはアルファティア帝国とは歴史的対立関係にあり、2大国は彼らの能力と注意力の多くを互いに向けあっている。公式展開の開始時点（ジアティス歴でAC1000年、つまりジアティスの最初の皇帝が戴冠した1000年後）で、彼らは冷戦と似た闘争状態でにらみ合っており、彼らの領土紛争を背景として扱ったいくつかの高レベル向けモジュール（特にCM1、M1、M2、M5）が出版された。

## ジアティスの主要都市
ジアティス「本土」（いくつかの島々が含まれる）は3,200,000の人口を擁し、以下の領地からなる。
- アクティウス伯爵領　南島の小さな島に位置する伯爵領で、造船業と海エルフの共同体で有名である。
- ビアザン男爵領　ジアティス北西部の山岳道上に位置する交易都市。評判のいい大学の本拠地である。
- ボリドス保護領　帝国の刑務所として使用されている東の島。
- バロハー男爵領　ジアティス北部の山岳地帯に位置し、ドワーフが居住する。
- カリション保護領　ジアティスの富裕層に保養地として利用されている緑あふれる東の島。
- ハラティウス伯爵領　ジアティス北部の山岳地帯に位置し、その金鉱山で名高い。
- ハッティアス伯爵領　ジアティス・シティの真南にワーニャの腰帯をはさんで位置する大きな島。その好戦的な住人（しばしば対外強硬論を持つ民族派のジアティス人）で有名。
- カントリウム公爵領　ジアティス東部の小さな公爵領。
- ケレンダス公爵領　ケレンダスは広く、人口の多い公爵領で、良馬の産出と帝国で最高の騎兵を養成することで名高い。
- ルキニウス伯爵領　ジアティス・シティから東方の半島に位置する伯爵領で、造船業と船員の技量で名高い。
- マケトス公爵領　ジアティス西部の小さな公爵領で、カラメイコスと国境を接する。
- モシティウス公爵領　ジアティス東部の島に位置する公爵領で、観光と島をしばしば覆う魔法の霧で名高い。
- レテビウス公爵領　ジアティス東部の公爵領で、ジアティスの空中騎兵の養成で名高い。
- スクララス保護領　ジアティス南東部の小さな島で、250エーカーと160エーカーの地所に分割されており、各々がジアティスの強力なアーチメイジ（36レベル）の支配下に置かれている。
- テル・アクバー公爵領　アラシヤ人の居住する東部の公爵領で、彼らの軽騎兵の手腕で名高い。
- テレンティアス大公領　ジアティス西部の島に位置し、海運業と海賊で名高い。エルフ住民の割合が高い（およそ40％）。
- ジアティス公爵領　皇帝の直轄領で、Dawn of the Emperorsによると「1000年間そうであり、これからの1000年間もそうであろう」帝国で最も人口稠密な地域、かつ軍事と貿易の中心地。
- ジアティス・シティ　ミスタラで最大の都市で、ワーニャの腰帯とメソニア河沿い、ハッティアス島の北、ジアティス公爵領の中央に位置している。帝国の「心臓」であり、ミスタラにとってのローマあるいはコンスタンティノープルにあたる。住民はこの街を「ジアティス・シティ」とは呼ばず、単に「ジアティス」と呼ぶことに留意せよ。
- ヴィアリア伯爵領　ジアティス西部の森林地帯に位置する伯爵領で、ヴィアリア・エルフが居住している。森林の生き物達の本拠地、魔導戦士による戦闘教団で知られている。

## 帝国領
帝国の陸地地域の大部分を占めるジアティスの海外領土は以下の通りである。
- オケリア　大きな島嶼の領土であり、ジアティスの南方、払暁島の西方に位置している。
- 真珠諸島　アラティアン諸島の南方、ベリッサリアの西方に位置する諸島。
- カードウィッカ　払暁島の南海岸に位置する領土。
- ファーメングレイブ　払暁島のカードウィッカのそばに位置する小さな領土。
- プロビンシア・セプテントリオナ　払暁島の影の海岸に位置する属州。
- プロビンシア・メリディオナ　払暁島の影の海岸で、セプテントリオナの南方、ファーメングレイブの北方に位置する属州。
- ウェスト・ポーテジ　払暁島の狭隘部に位置する貿易港。
- レッドストーン　払暁島の西部、ジアティスから西払暁海をはさんで対岸に位置する魅力的な領土。
- ケンダッハ　払暁島中部に位置する、要塞化された伯爵領。
- ウェストローク　払暁島の北西部に位置する、広い大公領。
- ヘルスカー　払暁島の北端に位置する、かつての領土。
- ジアティアン・ヒンターランド　最近獲得された領土で、ダヴァニア大陸の北海岸で、恐怖海の南方、オケリアの西方に位置している。

## 更なる展開
Wrath of the Immortals箱入りセットの冒険群で行われる2国間による大戦の状況は、ジアティスが弱体化し、アルファティア大陸が沈没することで最高潮に達する。その後、ジアティスは敗北と災害によって混乱中にある以前のアルファティアの領土を2、3征服し、ジアティスについて多くの記述を行った最後の出版物（Joshuan's Almanac）によると、緩やかな復興への軌道に乗ったとのことである。多くのキャンペーンではWrath of the Immortalsを使用せず、彼らの異説におけるミスタラの国々の展開（特にジアティスとアルファティアについて）は、公式の展開とは大いに異なった。とりわけ、初期に出版されたモジュール（例えばCM1 Test of the Warlords、M5 Talons of Nightなど。これらはWrathとは異なる紛争内容と、異なるあり得る結果を含んでいる）を使用した人々にとっては、Wrath of the Immortalsの時系列で起こる出来事とは、非常に異なる状態の2帝国となり得たはずである。